# Robert Altman

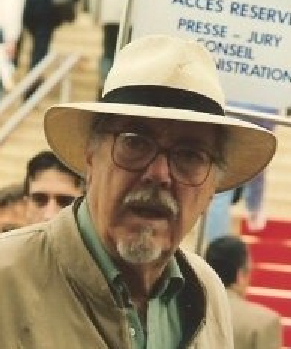
Robert Altman en 1992

Robert Bernard Altman (Kansas City, Misuri, 20 de febrero de 1925-Los Ángeles, California, 20 de noviembre de 2006), conocido como Robert Altman, fue un director de cine, guionista y productor estadounidense, ganador del premio Óscar honorífico y del Globo de Oro por la película Gosford Park.

## Biografía
Altman nació en Kansas City, Misuri, hijo de Bernard Clement Altman y Helen Mathews. De ascendencia alemana, inglesa e irlandesa, su abuelo paterno, Frank Altman, Sr., cambió el apellido de la familia de "Altmann" a "Altman". Altman tuvo una estricta educación católica,pero no continuó siguiendo o practicando la religión como adulto,  aunque se ha referido a él como "una especie de católico" y un director católico. Estudió en el colegio St. Peter's School, luego en la secundaria Rockhurst High School y en Southwest High School en Kansas City, y fue enviado a la Wentworth Military Academy a las afueras de Lexington, Misuri, donde estuvo durante sus primeros años universitarios. 
En 1943, a la edad de 18 años, Altman entró a las Fuerzas Aéreas del Ejército de los Estados Unidos (USAAF). Durante la Segunda Guerra Mundial, Altman voló más de 50 misiones de bombardeo como copiloto de un B-24 Liberator con el 307th Bomb Group en Borneo y las Indias Orientales Holandesas. Fue durante esta época en que Altman vio las primeras luces de Hollywood y se enamoró de ellas. Desde su retiro, en 1947, Altman se mudó a Los Ángeles, California, y siguió una carrera como actor, escritor y director.
Entró en el mundo del cine por capricho, vendiendo un guion a la RKO para la película de 1948 Guardaespaldas, que coescribió con George W. George. El éxito inmediato de Altman le animó a trasladarse a Nueva York, donde intentó forjarse una carrera como guionista. Tras cosechar escasos éxitos, regresó a Kansas City en 1949 y aceptó un trabajo como director y guionista de películas industriales para la Calvin Company. Altman dirigió unas 65 películas industriales y documentales para la Calvin Company. A través de sus primeros trabajos en películas industriales, Altman experimentó con la técnica narrativa y desarrolló su característico uso de diálogos superpuestos. En febrero de 2012, el cineasta Gary Huggins encontró una de las primeras películas de Calvin dirigidas por Altman, Modern Football (1951).
Paralelamente a su carrera cinematográfica, Altman dirigió obras de teatro y óperas. Mientras trabajaba para la Calvin Company, empezó a dirigir obras en el Teatro Residente del Centro Comunitario Judío. Estas obras le permitieron trabajar con actores locales, como el futuro director Richard C. Sarafian, a quien dirigió en una producción de Richard Harrity Hope Is the Thing with Feathers. Sarafian se casaría más tarde con la hermana de Altman y le seguiría a Hollywood.

## Trayectoria
Las primeras incursiones de Altman en la dirección televisiva fueron en la serie dramática de la DuMont Pulse of the City (1953-1954), y en un episodio de la serie del oeste de 1956 The Sheriff of Cochise. En 1956, fue contratado por un empresario local para escribir y dirigir un largometraje en Kansas City sobre delincuencia juvenil. La película, titulada The Delinquents, realizada por 60.000 dólares, fue adquirida por United Artists por 150.000 dólares y estrenada en 1957. Aunque primitiva, esta película de explotación juvenil contenía las bases de la obra posterior de Altman en su uso de diálogos desenfadados y naturalistas. Con su éxito, Altman se trasladó de Kansas City a California por última vez. Codirigió La historia de James Dean (1957), un documental que se estrenó en los cines para aprovechar la reciente muerte del actor y comercializarlo entre sus incipientes seguidores de culto. Ambos trabajos llamaron la atención de Alfred Hitchcock, que contrató a Altman como director para su serie antológica de la CBS Alfred Hitchcock Presents. Tras sólo dos episodios, Altman dimitió por diferencias con un productor, pero esta exposición le permitió forjarse una exitosa carrera televisiva.
En 1969, le ofrecieron el guion de M*A*S*H, una adaptación de una novela poco conocida de la época de la guerra de Corea que satirizaba la vida en las fuerzas armadas. Altman se había mostrado reticente a aceptar la producción, y el rodaje fue tan tumultuoso que Elliott Gould y Donald Sutherland intentaron despedir a Altman por sus métodos de filmación poco ortodoxos. Sin embargo, M*A*S*H  fue ampliamente aclamada como un clásico en su estreno en 1970. Ganó la Palma de Oro en el Festival de Cannes de 1970 y obtuvo cinco nominaciones a los Premios de la Academia. Fue la película más taquillera de Altman, estrenada en una época de creciente sentimiento antibelicista en Estados Unidos. El Archivo Cinematográfico de la Academia conservó M*A*S*H en 2000.
En 1970, tras el estreno de M*A*S*H, fundó Lion's Gate Films para tener libertad de producción independiente. La empresa de Altman no debe confundirse con la actual Lionsgate, una empresa de entretenimiento canadiense/estadounidense.
En 1980, dirigió la película musical Popeye. Producida por Robert Evans y escrita por Jules Feiffer, la película se basaba en la tira cómica / dibujos animados del mismo nombre y estaba protagonizada por Shelley Duvall y el cómico Robin Williams en su debut cinematográfico. Concebida como un vehículo para aumentar el peso comercial de Altman tras una serie de películas de bajo presupuesto aclamadas por la crítica pero sin éxito comercial a finales de la década de 1970 (entre ellas 3 Mujeres, Una Boda y Quinteto), la producción se rodó en Malta.
En 1981, el director vendió Lion's Gate al productor Jonathan Taplin después de que su sátira política Health (rodada a principios de 1979 para su estreno en Navidad) fuera archivada por la distribuidora de toda la vida 20th Century Fox tras unas tibias proyecciones de prueba y en festivales a lo largo de 1980.
Incapaz de conseguir financiación importante en la era post-New Hollywood blockbuster debido a su voluble reputación, Altman volvió a la televisión y al teatro entre película y película. El siguiente proyecto de Altman fue revivir la obra de Ed Graczyk, Come Back to the 5 & Dime, Jimmy Dean, Jimmy Dean. Al igual que 2 by South, Altman adaptó su producción como película. La película, protagonizada por Cher, Karen Black y Sandy Dennis, se presentó en festivales de cine antes de su estreno en salas independientes; Altman rechazó varios acuerdos de distribución para mantener la película bajo su control.
En 1982, Altman viajó a Dallas para rodar su siguiente película, Streamers. La película, adaptada por David Rabe de la obra de teatro, se rodó en sólo 18 días. Su estreno en 1983 la convirtió en la tercera adaptación teatral de Altman en otros tantos años. Posteriormente, comenzó a impartir un curso sobre sus películas en la Universidad de Míchigan, donde al mismo tiempo puso en escena su primera producción de The Rake's Progress de Igor Stravinsky. También fue coautor del exitoso sencillo de John Anderson de 1983 «Black Sheep».
Tras el éxito de crítica de sus tres sucesivas adaptaciones teatrales, Altman intentó regresar a Hollywood con la comedia adolescente O.C. y Stiggs (1985). Al igual que Popeye, la caótica producción se caracterizó por la tensión entre Altman y el estudio, MGM. Altman viajó a Arizona para rodar lejos de los ejecutivos y los guionistas, a los que prohibió la entrada al set. Allí rodó la película en el verano de 1983, pero las malas proyecciones de prueba, el caos dentro del estudio y el cambio de propietarios retrasaron su estreno. Finalmente se estrenó en 1987, cuatro años después de su rodaje. Altman volvió a las adaptaciones teatrales y a la Universidad de Míchigan para rodar Honor Secreto, utilizando a sus estudiantes como miembros del equipo. Basada en una obra de teatro sobre el expresidente Richard Nixon, la película estaba protagonizada por Philip Baker Hall en el papel del exmandatario. En 2008, la Biblioteca de la Universidad de Míchigan adquirió el archivo de Altman. Adaptada por Altman y Sam Shepard para The Cannon Group de la obra de Shepard nominada al Premio Pulitzer, Fool for Love (1985) contó con el dramaturgo-actor junto a Kim Basinger, Harry Dean Stanton y Randy Quaid; Le fue mejor que a la mayoría de sus películas de la época, con 900.000 dólares de recaudación con un presupuesto de 2 millones de dólares y críticas positivas de Roger Ebert y Vincent Canby.
En 1988, Altman recuperó el favor de la crítica por su trabajo en televisión. Volvió a Estados Unidos a principios de ese año para rodar el programa falso documental Tanner '88 (1988), una colaboración con Garry Trudeau ambientada en el entorno de una campaña presidencial de Estados Unidos, por la que ganó un Primetime Emmy Award. La serie se rodó durante la campaña y contó con la participación de varios candidatos reales. Durante el rodaje de la serie, se emitió la producción televisiva de Altman El consejo de guerra del motín del Caine. Aunque recibió grandes elogios, sería su última película para televisión. En 1990, Altman dirigió Vincent & Theo, una película biográfica sobre Vincent van Gogh. Recuperó su estatus de «favorito de la crítica» con esta película, un luminoso biopic sobre el pintor Vincent Van Gogh (interpretado por Tim Roth) y su hermano traficante de arte (Paul Rhys).
El resto de la década de 1990 fue de éxito limitado para Altman.  Su estreno en 1994 Prêt-à-Porter (también conocida como Ready to Wear) obtuvo una gran publicidad antes del estreno, pero fue un fracaso comercial y de crítica, aunque obtuvo varias nominaciones a los premios de fin de año, incluyendo dos Globos de Oro y ganó el premio National Board of Review al Best Acting By An Ensemble.  En 1996, Altman dirigió Kansas City, en la que expresaba su amor por el jazz de los años 30 a través de una complicada historia de secuestro. Altman animó a los músicos del rodaje a improvisar, y las imágenes no utilizadas de sus actuaciones sirvieron de base para el tercer episodio de Great Performances. Sin embargo, la historia recibió críticas entre tibias y positivas, pero no recaudó casi nada en taquilla, al igual que el thriller legal de 1998 El hombre de jengibre. Aunque su serie antológica de 1997 Gun contaba con un reparto de alto nivel, fue cancelada tras sólo seis episodios. Cerró la década con una nota alta, con La fortuna de Cookie, de 1999, una peculiar comedia negra sobre el suicidio de una rica viuda, su primera película en casi 6 años que recuperaba su presupuesto, y que le valió elogios positivos de la crítica.  Fue elegido miembro de la Academia Estadounidense de las Artes y las Ciencias en 1999.
Aunque la primera película de Altman del nuevo milenio, El Dr. T y las mujeres, sólo recibió críticas moderadas y un éxito financiero medio. Su siguiente película, Gosford Park' (2001), fue incluida en las listas de las diez mejores películas de ese año de muchos críticos. La película, un asesinato misterioso en una casa de campo británica, obtuvo el Oscar al mejor guión original (Julian Fellowes) y seis nominaciones más, dos de ellas para Altman, como mejor director y mejor película. Altman volvió a los escenarios en dos ocasiones más. En 2004 se reunió con Bolcom, Weinstein y la Lyric Opera para adaptar su película de 1978, ''Una boda'', como ópera. En general, fue bien recibida.
Trabajar con estudios independientes como Fine Line, Artisan (que fue absorbida por Lionsgate) y USA Films (ahora Focus Features), dio a Altman la posibilidad de hacer el tipo de películas que siempre quiso sin la interferencia de los estudios. The Company (película)|The Company]], una película sobre el Joffrey Ballet de Chicago, contaba con un reparto compuesto principalmente por bailarines reales. La película había sido concebida por la estrella Neve Campbell, ex bailarina, y escrita por una vieja amiga de Altman, Barbara Turner. Altman dirigió una continuación de Tanner '88 para Sundance Channel, en la que volvió a contar con Michael Murphy en el papel de un Jack Tanner más mayor. En junio de 2006 se estrenó una versión cinematográfica de la serie de radio pública de Garrison Keillor A Prairie Home Companion. Altman siguió desarrollando nuevos proyectos hasta su muerte, entre ellos una película basada en Hands on a Hard Body: The Documentary (1997).
Altman falleció en la noche del 20 de noviembre de 2006 a los 81 años en un hospital de Los Ángeles. La causa de su muerte se debió a complicaciones producto de un cáncer que padecía.

## Filmografía
- The Delinquents, The James Dean Story, 1957
- Countdown (Cuenta atrás), 1968
- That Cold Day in the Park, 1969
- M*A*S*H, 1970
- Brewster McCloud (El volar es para los pájaros), 1970
- McCabe & Mrs. Miller (Los vividores), 1971
- Images (Imágenes), 1972
- The Long Good Bye (Un largo adiós), 1973
- Thieves Like Us (Ladrones como nosotros), 1974
- California Split, 1974
- Nashville, 1975
- Buffalo Bill and the Indians (Buffalo Bill y los indios), 1976
- 3 Women (Tres mujeres), 1977
- Un día de boda, 1978
- A Perfect Couple (Una pareja perfecta... por computadora), 1979
- HEALTH (Salud), 1979
- Quintet, 1979
- Popeye, 1980
- Come Back to the Five and Dime, Jimmy Dean, Jimmy Dean (Vuelve a la tienda de baratijas, Jimmy Dean), 1982
- Streamers (Deshechos), 1983
- Secret Honor, 1984
- Fool for Love, 1985
- Beyond Therapy, 1987
- O.C. and the Stiggs, 1987
- Vincent y Theo, 1990
- The Player, 1992
- Short Cuts (Vidas cruzadas), 1993.
- Prêt-à-Porter, 1994
- Kansas City, 1996
- The Gingerbread Man (Conflicto de intereses), 1998
- Cookie's Fortune, 1999
- Dr. T y las mujeres, 2000
- Gosford Park, 2001
- The Company, 2003
- A Prairie Home Companion, 2006

## Estilo y técnica de dirección

### Inconformista y autor
Tras su exitosa carrera en la televisión, Altman comenzó su nueva andadura en la industria cinematográfica cuando ya estaba en la madurez. Comprendió los límites creativos impuestos por el medio televisivo, y ahora se propuso dirigir y escribir películas que expresaran sus visiones personales sobre la sociedad estadounidense y Hollywood. Sus películas se describirían más tarde como "ataques auteurísticos" y "variaciones idiosincrásicas" del cine tradicional, que solían utilizar la comedia sutil o la sátira como forma de expresar sus observaciones.
Sus películas solían estar relacionadas con temas políticos, ideológicos y personales, y Altman era conocido por "negarse a comprometer su propia visión artística". Se le ha descrito como "anti-Hollywood", ignorando a menudo las presiones sociales que afectaban a otros miembros de la industria, lo que le dificultaba que muchas de sus películas fueran vistas. Afirmó que su independencia como cineasta le ayudó en general:

No creo que haya ningún cineasta vivo, o que haya vivido alguna vez, que haya tenido mejor suerte que yo. Nunca me he quedado sin proyecto y siempre ha sido un proyecto de mi propia elección. Así que no sé cuánto mejor podría ser. No me he convertido en un magnate, no construyó castillos ni tengo una gran fortuna personal, pero he podido hacer lo que he querido y lo he hecho mucho.

"Altman fue un auténtico inconformista del cine", afirma el escritor Ian Freer, porque fue en contra de la conformidad comercial de la industria cinematográfica: "Era el azote del establishment cinematográfico, y su obra generalmente arrojaba una mirada astuta y mordaz sobre la amplitud de la cultura estadounidense, a menudo haciendo estallar géneros y arquetipos de personajes; a Altman le fascinaba la gente con imperfecciones, la gente como es realmente, no como las películas quieren que creas". El director Alan Rudolph, durante un homenaje especial a Altman, se refiere a su estilo cinematográfico como "Altmanesco".
Su estilo de dirección independiente le granjeó una mala reputación entre los guionistas y los profesionales del cine. Reconoce: "Tengo una mala reputación entre los guionistas, desarrollada a lo largo de los años: 'Oh, no hace lo que tú escribes, bla, bla, bla'... Ring Lardner estaba muy cabreado conmigo", por no seguir su guion.: 18  Tampoco se llevaba bien Altman con los jefes de los estudios, una vez golpeó a un ejecutivo en la nariz y lo tiró a una piscina porque insistía en que recortara seis minutos de una película en la que estaba trabajando.: 9 
Su reputación entre los actores era mejor. Con ellos, su independencia se extendía a veces a su elección de actores, a menudo en contra del consenso. Cher, por ejemplo, le atribuye el lanzamiento de su carrera con la obra de teatro y la película Come Back to the Five and Dime, Jimmy Dean, Jimmy Dean (1982). "Sin Bob nunca habría tenido una carrera cinematográfica. Todo el mundo le decía que no me contratara. Todo el mundo. ... Nadie me daba una oportunidad. Estoy convencida de que Bob fue el único que tuvo el valor suficiente para hacerlo". Otros, como Julianne Moore, describe trabajar con él:

Ya sabes, todo eso de que Bob era un tipo de persona irascible y difícil. Bueno, él nunca fue así con un actor o con una persona creativa que yo haya visto. Nunca, nunca, nunca. El guardaba todo eso para la gente de dinero.: 431 

El director Robert Dornhelm dijo que Altman "veía el cine como un lugar artístico puro". Con Short Cuts (1993), por ejemplo, el distribuidor "le suplicó" que recortara unos minutos de la duración, para que siguiera siendo comercialmente viable: "Bob pensaba que el anticristo quería destruir su arte. Eran personas bienintencionadas que querían que obtuviera lo que se merecía, que era un gran éxito comercial. Pero cuando se trataba del arte o del dinero, él estaba con el arte".: 438 
Sally Kellerman, observando la actitud voluntariosa de Altman, echó la vista atrás con pesar por haber renunciado a la oportunidad de actuar en una de sus películas:

Acababa de terminar de rodar Los últimos amantes al rojo vivo cuando Bob me llamó un día a casa. "Sally, ¿quieres salir en mi película después de la próxima?", me preguntó. "Sólo si es un buen papel", le dije. Me colgó.

Bob era tan testarudo y arrogante como yo en aquel momento, pero lo triste es que me engañé a mí misma al no poder trabajar con alguien a quien quería tanto, alguien que hacía que actuar fuera divertido y fácil y que confiaba en sus actores. Bob amaba a los actores. Las estrellas hacían cola para trabajar gratis para Bob Altman.

## Premios y distinciones
Premios Óscar
| Año  | Categoría        | Película              | Resultado |
| ---- | ---------------- | --------------------- | --------- |
| 1970 | Mejor director   | M*A*S*H               | Candidato |
| 1976 | Mejor película   | Nashville             | Nominado  |
| 1976 | Mejor director   | Nashville             | Nominado  |
| 1993 | Mejor director   | El juego de Hollywood | Nominado  |
| 1994 | Mejor director   | Vidas cruzadas        | Nominado  |
| 2002 | Mejor película   | Gosford Park          | Nominado  |
| 2002 | Mejor director   | Gosford Park          | Nominado  |
| 2006 | Óscar honorífico | Óscar honorífico      | Ganador   |

Premios Globo de Oro
| Año  | Categoría                          | Película              | Resultado |
| ---- | ---------------------------------- | --------------------- | --------- |
| 2002 | Mejor director                     | Gosford Park          | Ganador   |
| 1994 | Mejor película - Comedia o musical | Vidas cruzadas        | Candidato |
| 1993 | Mejor director                     | El juego de Hollywood | Candidato |
| 1976 | Mejor director                     | Nashville             | Candidato |
| 1971 | Mejor director                     | M*A*S*H               | Candidato |

Premios BAFTA
| Año  | Categoría      | Película     | Resultado |
| ---- | -------------- | ------------ | --------- |
| 2001 | Mejor director | Gosford Park | Ganador   |
| 1992 | Mejor película | The Player   | Ganador   |

Festival Internacional de Cine de Cannes
| Año  | Categoría      | Película   | Resultado |
| ---- | -------------- | ---------- | --------- |
| 1970 | Palma de Oro   | MASH       | Ganador   |
| 1992 | Mejor Director | The Player | Ganador   |

Festival Internacional de Cine de Venecia
| Año  | Categoría            | Película   | Resultado |
| ---- | -------------------- | ---------- | --------- |
| 1993 | León de Oro          | Short Cuts | Ganador   |
| 1996 | León de Oro Especial | -          | Ganador   |

Festival Internacional de Cine de Berlín
| Año  | Categoría  | Película                  | Resultado |
| ---- | ---------- | ------------------------- | --------- |
| 1976 | Oso de Oro | Buffalo Bill y los indios | Ganador   |